# Adetus curtulus
Adetus curtulus es una especie de escarabajo del género Adetus, familia Cerambycidae. Fue descrita científicamente por Bates en 1885.
Habita en Honduras y Panamá. Los machos y las hembras miden aproximadamente 5-6,9 mm. El período de vuelo de esta especie ocurre en los meses de junio y julio.